# 嵯峨井建
嵯峨井 建（さがい たつる、昭和23年（1948年） - ）は、日本の神職、神道学者。賀茂御祖神社禰宜を務めた。京都國學院講師。
石川県生まれ。國學院大學神道学専攻科修了。2009年「神仏習合の歴史と儀礼空間」で神道学博士（國學院大學）。

## 著書
- 『日吉大社と山王権現』人文書院、1992年。
- 『満洲の神社興亡史 日本人の行くところ神社あり』芙蓉書房出版、1998年。
- 『神仏習合の歴史と儀礼空間』思文閣出版、2013年。ISBN 978-4-7842-1671-0。

### 監修
- 『大陸神社大観』監修/解題 ゆまに書房、2005年。